# Puchar Narodów Afryki 2015 (kwalifikacje)
W eliminacjach do Pucharu Narodów Afryki 2015 wzięło udział 51 afrykańskich reprezentacji państwowych. W kwalifikacjach nie uczestniczyła reprezentacja Maroka, które pierwotnie miało być gospodarzem turnieju. Jednak w wyniku rezygnacji z organizowania turnieju zaledwie 3 miesiące przed jego rozpoczęciem reprezentacja Maroka została wykluczona z udziału w turnieju, a jej miejsce zajął nowy gospodarz turnieju reprezentacja Gwinei Równikowej, która w eliminacjach odpadła w drugiej rundzie eliminacyjnej po porażce w dwumeczu z Mauretanią.

## Zasady
Losowanie kwalifikacji miało odbyć się 10 marca 2013 roku w Casablance. Ale zostało przeniesione na  31 stycznia 2014 roku. Jednakże, w dniu 28 stycznia 2014 r. data losowania została po raz kolejny zmieniona i odbędzie się w dniu 27 kwietnia 2014 roku w Kairze, (z wyjątkiem pierwszej rundy, które odbyło się w dniu 21 lutego 2014 w Kairze).
Po spotkaniu Komitetu Wykonawczego CAF w dniu 24 stycznia 2014 r. zdecydowano, że eliminacje będą rozgrywane w formacie kilku wstępnych rund, oraz fazy grupowej, która będzie się składać z siedemu grup po cztery zespoły każda. Dwa najlepsze zespoły z każdej grupy, oraz najlepsza z trzecich miejsc zakwalifikuję się do finałów. To inny system eliminacji od pierwotnego projektu, który składał się z rundy eliminacyjnej, a następnie z fazy grupowej składającej się z  dwunastu grup po cztery zespoły.
Najlepsze 21 zespoły w rankingu CAF automatycznie kwalifikują się do fazy grupowej. Siedem kolejnych uczestników w fazie grupowej ustali się po zakończeniu wstępnych rund.

## Uczestnicy
Lista reprezentacji biorąca udział w kwalifikacjach
| Faza grupowa | Druga runda eliminacyjna | Pierwsza runda eliminacyjna                                                                 |
| --- | --- | ------------------------------------------------------------------------------------------- |
| 1. Nigeria (39,5 pkt) 2. Ghana (38 pkt) 3. Wybrzeże Kości Słoniowej (36 pkt) 4. Zambia (33 pkt) 5. Burkina Faso (32 pkt) 6. Mali (30 pkt) 7. Tunezja (22,5 pkt) 8. Algieria (18 pkt) 9. Angola (17 pkt) 10. Republika Zielonego Przylądka (16,5 pkt) 11. Togo (14,5 pkt) 12. Egipt (14,5 pkt) 13. Południowa Afryka (13,5 pkt) 14. Kamerun (13,5 pkt) 15. Demokratyczna Republika Konga (12 pkt) 16. Etiopia (12 pkt) 17. Gabon (12 pkt) 18. Niger (11 pkt) 19. Gwinea (11 pkt) 20. Senegal (11 pkt) 21. Sudan (10,5 pkt) | 1. Libia (10,5 pkt) 2. Gwinea Równikowa (9 pkt) 3. Botswana (8 pkt) 4. Malawi (7 pkt) 5. Uganda (6,5 pkt) 6. Mozambik (6 pkt) 7. Benin (5,5 pkt) 8. Sierra Leone (5 pkt) 9. Kongo (5 pkt) 10. Republika Środkowoafrykańska (4,5 pkt) 11. Zimbabwe (4 pkt) 12. Kenia (4 pkt) 13. Liberia (3,5 pkt) 14. Gambia (3,5 pkt) 15. Rwanda (3,5 pkt) 16. Tanzania (3,5 pkt) 17. Namibia (3 pkt) 18. Burundi (2 pkt) 19. Lesotho (2 pkt) 20. Gwinea Bissau (1,5 pkt) 21. Madagaskar (1,5 pkt) 22. Czad (1 pkt) 23. Wyspy Świętego Tomasza i Książęca (1 pkt) 24. Seszele (1 pkt) 25. Komory (0,5 pkt) 26. Suazi (0,5 pkt) | 1. Mauritius (0,5 pkt) 2. Erytrea (0 pkt) 3. Mauretania (0 pkt) 4. Sudan Południowy (0 pkt) |

W eliminacjach nie wzięły udziału reprezentacje  Dżibuti i  Somalia,

## Terminarz rozgrywek
| Runda              | Kolejka                         | Data                     |
| ------------------ | ------------------------------- | ------------------------ |
| Rundy eliminacyjne | Pierwsze mecze pierwszej rundy  | 11–13 kwietnia 2014      |
| Rundy eliminacyjne | Rewanżowe mecze pierwszej rundy | 18–20 kwietnia 2014      |
| Rundy eliminacyjne | Pierwsze mecze drugiej rundy    | 16–18 maja 2014          |
| Rundy eliminacyjne | Rewanżowe mecze drugiej rundy   | 30 Maja – 1 czerwca 2014 |
| Rundy eliminacyjne | Pierwsze mecze trzeciej rundy   | 18–20 lipca 2014         |
| Rundy eliminacyjne | Rewanżowe mecze trzeciej rundy  | 1–3 sierpnia 2014        |
| Faza Grupowa       | 1 Kolejka                       | 5–6 września 2014        |
| Faza Grupowa       | 2 Kolejka                       | 10 września 2014         |
| Faza Grupowa       | 3 Kolejka                       | 10–11 października 2014  |
| Faza Grupowa       | 4 Kolejka                       | 15 października 2014     |
| Faza Grupowa       | 5 Kolejka                       | 14–15 listopada 2014     |
| Faza Grupowa       | 6 Kolejka                       | 19 listopada 2014        |

## Faza eliminacyjna
W tej fazie eliminacji mecze będą rozgrywane systemem mecz i rewanż.

### Pierwsza runda
Losowanie pierwszej rundy odbyło się w Komitecie Wykonawczym CAF w dniu 21 lutego 2014 r. w Kairze. Cztery drużyny w rankingu 48-51 zagrały w tej rundzie. Zwycięzcy dwumeczu awansowali do drugiej rundy.
| Drużyna 1                            | Wynik dwumeczu | Drużyna 2        | Pierwszy mecz | Drugi mecz |
| ------------------------------------ | -------------- | ---------------- | ------------- | ---------- |
| Mauretania                           | 3:0            | Mauritius        | 1:0           | 2:0        |
| Erytrea                              | wo. *          | Sudan Południowy | ---           | ---        |
| Po lewej gospodarz pierwszego meczu. |                |                  |               |            |

| 12 kwietnia 2014 19:00 CET | Mauretania · Ba 23' | 1:0(1:0) | Mauritius | Stadion Olimpijski, Nawakszut |
|                            |                     |          |           |                               |

| 20 kwietnia 2014 13:15 CET | Mauritius | 0:2(0:1) | Mauretania · 38' Sow · 90+2' Ahmed | Stade George V, Curepipe |
|                            |           |          |                                    |                          |

- Mecz Erytrea - Sudan Południowy został odwołany, jako że reprezentacja Erytrei wycofała się z udziału w eliminacjach. Tym samym Sudan Południowy automatycznie awansował do drugiej rundy.

### Druga runda
Losowanie drugiej rundy odbyło się w dniu 27 kwietnia 2014 r. w Kairze. 26 drużyn w rankingu 22-47 i dwóch zwycięzców pierwszej rundy zagra w tej rundzie.
| Drużyna 1                            | Wynik dwumeczu | Drużyna 2        | Pierwszy mecz | Drugi mecz |
| ------------------------------------ | -------------- | ---------------- | ------------- | ---------- |
| Liberia                              | 1:2            | Lesotho          | 1:0           | 0:2        |
| Kenia                                | 2:1            | Komory           | 1:0           | 1:1        |
| Madagaskar                           | 2:2 (br.wyj.)  | Uganda           | 2:1           | 0:1        |
| Mauretania                           | wo. *          | Gwinea Równikowa | 1:0           | 0:3        |
| Namibia                              | 1:3            | Kongo            | 1:0           | 0:3        |
| Libia                                | 0:3            | Rwanda           | 0:0           | 0:3        |
| Burundi                              | 0:1            | Botswana         | 0:0           | 0:1        |
| Republika Środkowoafrykańska         | 1:3            | Gwinea Bissau    | 0:0           | 1:3        |
| Suazi                                | 1:2            | Sierra Leone     | 1:1           | 0:1        |
| Gambia                               | wo. *          | Seszele          | ---           | ---        |
| Wyspy Świętego Tomasza i Książęca    | 0:4            | Benin            | 0:2           | 0:2        |
| Malawi                               | 3:3 (br.wyj.)  | Czad             | 2:0           | 1:3        |
| Tanzania                             | 3:2            | Zimbabwe         | 1:0           | 2:2        |
| Mozambik                             | 5:0            | Sudan Południowy | 5:0           | 0:0        |
| Po lewej gospodarz pierwszego meczu. |                |                  |               |            |

| 18 maja 2014 18:00 CET | Liberia · Laffor 40' | 1:0(1:0) | Lesotho | Samuel Kanyon Doe Sports Complex, Monrovia |
|                        |                      |          |         |                                            |

| 1 czerwca 2014 15:00 CET | Lesotho · Potloane 44' · James 45+3' (sam.) | 2:0(2:0) | Liberia | Setsoto Stadium, Maseru |
|                          |                                             |          |         |                         |

| 18 maja 2014 15:00 CET | Kenia · Omolo 34' | 1:0(1:0) | Komory | Moi International Sports Centre, Nairobi |
|                        |                   |          |        |                                          |

| 30 maja 2014 14:00 CET | Komory · Saandi 72' | 1:1(0:0) | Kenia · 58' Masika | Stade Mohamed Said Cheikh, Mitsamiouli |
|                        |                     |          |                    |                                        |

| 18 maja 2014 14:00 CET | Madagaskar · Andriatsima 12' (k) · Andriamahitsinoro 29' | 2:1(2:0) | Uganda · 90' (k) Kiiza | Stade Municipal de Mahamasina, Antananarywa |
|                        |                                                          |          |                        |                                             |

| 31 maja 2014 15:00 CET | Uganda · Massa 13' | 1:0(1:0) | Madagaskar | Nelson Mandela National Stadium, Kampala |
|                        |                    |          |            |                                          |

| 17 maja 2014 19:00 CET | Mauretania · Diakité 76' | 1:0 wo.(0:0) | Gwinea Równikowa | Stadion Olimpijski, Nawakszut |
|                        |                          |              |                  |                               |

| 1 czerwca 2014 18:00 CET | Gwinea Równikowa · Mina 2' · Rivas 85' · Dio 90' | 3:0 wo.(1:0) | Mauretania | Nuevo Estadio de Malabo, Malabo |
|                          |                                                  |              |            |                                 |

- Gwinea Równikowa wygrała 3-1 w dwumeczu. Jednakże, w dniu 3 lipca 2014 r., CAF ogłosił, że Gwinea Równikowa została zdyskwalifikowana za wprowadzenie  w pierwszym meczu tych drużyn Thierry’ego Fidjeu, który był nieuprawniony do gry w tym meczu, w wyniku czego, Mauretania awansowała do drugiej rundy[9].

| 17 maja 2014 17:00 CET | Namibia · Bester 88' | 1:0(0:0) | Kongo | Independence Stadium, Windhuk |
|                        |                      |          |       |                               |

| 1 czerwca 2014 16:30 CET | Kongo · Ganvoula 45' · Doré 46' · Douniama 74' | 3:0(1:0) | Namibia | Stade Municipal, Pointe-Noire |
|                          |                                                |          |         |                               |

| 18 maja 2014 17:00 CET | Libia | 0:0(0:0) | Rwanda | Stadion 11 Czerwca, Trypolis |
|                        |       |          |        |                              |

| 31 maja 2014 15:30 CET | Rwanda · Birori 39', 64', 73' | 3:0(1:0) | Libia | Stade Régional Nyamirambo, Kigali |
|                        |                               |          |       |                                   |

| 18 maja 2014 15:30 CET | Burundi | 0:0(0:0) | Botswana | Stade Prince Louis Rwagasore, Bużumbura |
|                        |         |          |          |                                         |

| 1 czerwca 2014 15:30 CET | Botswana · Mogorosi 58' | 1:0(0:0) | Burundi | Stadion w Lobatse, Lobatse |
|                          |                         |          |         |                            |

| 18 maja 2014 16:00 CET | Republika Środkowoafrykańska | 0:0(0:0) | Gwinea Bissau | Barthélemy Boganda Stadium, Bangi |
|                        |                              |          |               |                                   |

| 31 maja 2014 18:30 CET | Gwinea Bissau · Cícero 12', 45' · Baldé 26' | 3:1(3:0) | Republika Środkowoafrykańska · 46' Balamandji | Estádio 24 de Setembro, Bissau |
|                        |                                             |          |                                               |                                |

| 18 maja 2014 15:00 CET | Suazi · Shongwe 55' | 1:1(0:1) | Sierra Leone · 1' Sesay-Fullah | Somholo National Stadium, Lobamba |
|                        |                     |          |                                |                                   |

| 31 maja 2014 18:30 CET | Sierra Leone · Bangura 80' (k) | 1:0(0:0) | Suazi | Stadion Narodowy, Freetown |
|                        |                                |          |       |                            |

- Mecz Gambia - Seszele został odwołany, ponieważ reprezentacja Gambii została zawieszona we wszystkich rozgrywkach organizowanych przez CAF na dwa lata za celowe wprowadzenie zbyt starych zawodników podczas meczu kwalifikacyjnego przeciwko Liberii w eliminacjach do Mistrzostw Afryki U-20 2015[10]. Tym samym Seszele automatycznie awansowały do drugiej rundy.

| 17 maja 2014 17:00 CET | Wyspy Świętego Tomasza i Książęca | 0:2(0:0) | Benin · 78', 89' (k) Sessègnon | Estádio Nacional 12 de Julho, São Tomé |
|                        |                                   |          |                                |                                        |

| 1 czerwca 2014 17:00 CET | Benin · Gounongbe 27' · Sessègnon 71' | 2:0(1:0) | Wyspy Świętego Tomasza i Książęca | Stade de l’Amitié, Kotonu |
|                          |                                       |          |                                   |                           |

| 17 maja 2014 14:30 CET | Malawi · Mhango 7', 69' | 2:0(1:0) | Czad | Kamuzu Stadium, Blantyre |
|                        |                         |          |      |                          |

| 31 maja 2014 17:00 CET | Czad · Ninga 16', 17', 32' | 3:1(3:0) | Malawi · 52' Ngalande | Stade Omnisports Idriss Mahamat Ouya, Ndżamena |
|                        |                            |          |                       |                                                |

| 18 maja 2014 15:00 CET | Tanzania · Bocco 14' | 1:0(1:0) | Zimbabwe | Benjamin Mkapa National Stadium, Dar es Salaam |
|                        |                      |          |          |                                                |

| 1 czerwca 2014 15:00 CET | Zimbabwe · Phiri 3' · Katsande 55' | 2:2(1:1) | Tanzania · 21' Haroub · 46' Ulimwengu | Narodowy Stadion Sportowy, Harare |
|                          |                                    |          |                                       |                                   |

| 18 maja 2014 15:00 CET | Mozambik · Josimar 13' · Mexer 40' · Sonito 45+2', 54' · Isac 84' | 5:0(3:0) | Sudan Południowy | Estádio do Zimpeto, Maputo |
|                        |                                                                   |          |                  |                            |

| 30 maja 2014 16:00 CET | Sudan Południowy | 0:0(0:0) | Mozambik | Stade de Khartoum, Chartum |
|                        |                  |          |          |                            |

### Trzecia runda
Losowanie trzeciej rundy odbyło się w dniu 27 kwietnia 2014 r. w Kairze. 14 zwycięzców drugiej rundy zagra w tej rundzie.
| Drużyna 1                            | Wynik dwumeczu | Drużyna 2     | Pierwszy mecz | Drugi mecz |
| ------------------------------------ | -------------- | ------------- | ------------- | ---------- |
| Lesotho                              | 1:0            | Kenia         | 1:0           | 0:0        |
| Uganda                               | 3:0            | Mauretania    | 2:0           | 1:0        |
| Kongo                                | 2:2 (k. 3:4)   | Rwanda DSQ    | 2:0           | 0:2 (pd)   |
| Botswana                             | 3:1            | Gwinea Bissau | 2:0           | 1:1        |
| Sierra Leone                         | wo. *          | Seszele       | 2:0           | ---        |
| Benin                                | 1:1 (k. 3:4)   | Malawi        | 1:0           | 0:1 (pd)   |
| Tanzania                             | 3:4            | Mozambik      | 2:2           | 1:2        |
| Po lewej gospodarz pierwszego meczu. |                |               |               |            |

| 20 lipca 2014 15:00 CET | Lesotho · Moletsane 65' | 1:0(0:0) | Kenia | Setsoto Stadium, Maseru |
|                         |                         |          |       |                         |

| 3 sierpnia 2014 15:00 CET | Kenia | 0:0(0:0) | Lesotho | Nyayo National Stadium, Nairobi |
|                           |       |          |         |                                 |

| 19 lipca 2014 15:00 CET | Uganda · Majwega 48' · Massa 70' | 2:0(1:0) | Mauretania | Nelson Mandela National Stadium, Kampala |
|                         |                                  |          |            |                                          |

| 3 sierpnia 2014 19:00 CET | Mauretania | 0:1(0:0) | Uganda · 90+2' Ssentongo | Stadion Olimpijski, Nawakszut |
|                           |            |          |                          |                               |

| 20 lipca 2014 16:30 CET | Kongo · Gandzé 70' · Doré 82' | 2:0(0:0) | Rwanda | Stade Municipal, Pointe-Noire |
|                         |                               |          |        |                               |

| 2 sierpnia 2014 15:00 CET                                    | Rwanda · Ndahinduka 53' · Kagere 59' | 2:0 (Dogr.) k. 4:3(0:0, 2:0, 2:0)                       | Kongo | Stade Régional Nyamirambo, Kigali |
|                                                              |                                      |                                                         |       |                                   |
|                                                              |                                      | Rzuty karne                                             |       |                                   |
| Tubane · Mbaraga · Kagere · Bayisenge · Niyonzima · Sibomana |                                      | Doré · N’Dinga · Ganvoula · Bifouma · Lépicier · Lakolo |       |                                   |

Rwanda wygrała 2-2 w dwumeczu po rzutach karnych. Jednak w dniu 17 sierpnia 2014 roku CAF ogłosił, że Rwanda została zdyskwalifikowana za wprowadzenie na boisko Daddy’ego Biroriego, zawodnika który kilka lat wcześniej grał pod innym nazwiskiem Etekiema Agiti Tady. Kongo automatycznie awansowało do dalszej fazy kwalifikacji.
| 19 lipca 2014 15:00 CET | Botswana · Tshireletso 29' | 2:0(2:0) | Gwinea Bissau | Botswana National Stadium, Gaborone |
|                         |                            |          |               |                                     |

| 2 sierpnia 2014 18:00 CET | Gwinea Bissau · Ivanildo 20' | 1:1(1:0) | Botswana · 90' Ramatlhakwane | Estádio 24 de Setembro, Bissau |
|                           |                              |          |                              |                                |

| 19 lipca 2014 18:30 CET | Sierra Leone · Jabbie 59' · Bangura 73' (k) | 2:0(0:0) | Seszele | Stadion Narodowy, Freetown |
|                         |                                             |          |         |                            |

| 2 sierpnia 2014 14:30 CET | Seszele | wo. | Sierra Leone | Stade Linité, Victoria |
|                           |         |     |              |                        |

Seszele zostały zmuszone do wycofania się z eliminacji, ponieważ administracja imigracyjna zabroniła wjazdu do kraju drużynie Sierra Leone z obawy na szalejącą w tym kraju epidemię gorączki krwotocznej Ebola. Tym samym Sierra Leone automatycznie awansowało do fazy grupowej eliminacji.
| 20 lipca 2014 17:00 CET | Benin · Sessègnon 18' (k) | 1:0(1:0) | Malawi | Stade de l’Amitié, Kotonu |
|                         |                           |          |        |                           |

| 2 sierpnia 2014 CET                 | Malawi · Banda 15' | 1:0 (Dogr.) k. 4:3(1:0, 1:0, 1:0)          | Benin | Kamuzu Stadium, Blantyre |
|                                     |                    |                                            |       |                          |
|                                     |                    | Rzuty karne                                |       |                          |
| Kamwendo · Msowoya · Mzava · Malata |                    | Sessègnon · Mama · Angan · Barazé · Adenon |       |                          |

| 20 lipca 2014 15:00 CET | Tanzania · Mcha 66', 71' (k) | 2:2(0:0) | Mozambik · 48' (k) Domingues · 89' Isac | Benjamin Mkapa National Stadium, Dar es Salaam |
|                         |                              |          |                                         |                                                |

| 3 sierpnia 2014 15:00 CET | Mozambik · Josimar 45+2' · Domingues 83' | 2:1(1:0) | Tanzania · 77' Samatta | Estádio do Zimpeto, Maputo |
|                           |                                          |          |                        |                            |

## Faza grupowa
Losowanie fazy grupowej odbyło się w dniu 27 kwietnia 2014 r. w Kairze. 21 drużyn w rankingu 1-21 i siedmiu zwycięzców trzeciej rundy zagra w tym etapie. 28 zespołów zostanie podzielonych na siedem grup po cztery reprezentacje w każdej. Każda grupa będzie rozgrywać mecze systemem mecz i rewanż oraz każdy z każdym. Zwycięzcy i wicemistrzowie z każdej grupy, a także najlepsza drużyna z trzecich miejsc kwalifikują się do finałów.

### Grupa A
| Msc. | Zespół            | M | W | R | P | Br+ | Br- | +/- | Pkt |
| ---- | ----------------- | - | - | - | - | --- | --- | --- | --- |
| 1    | Południowa Afryka | 6 | 3 | 3 | 0 | 9   | 3   | +6  | 12  |
| 2    | Kongo             | 6 | 3 | 1 | 2 | 6   | 6   | 0   | 10  |
| 3    | Nigeria           | 6 | 2 | 2 | 2 | 9   | 8   | +1  | 8   |
| 4    | Sudan             | 6 | 1 | 0 | 5 | 3   | 11  | -8  | 3   |

### Grupa B
| Msc. | Zespół   | M | W | R | P | Br+ | Br- | +/- | Pkt |
| ---- | -------- | - | - | - | - | --- | --- | --- | --- |
| 1    | Algieria | 6 | 5 | 0 | 1 | 11  | 4   | +7  | 15  |
| 2    | Mali     | 6 | 3 | 0 | 3 | 8   | 6   | +2  | 9   |
| 3    | Malawi   | 6 | 2 | 1 | 3 | 5   | 9   | -4  | 7   |
| 4    | Etiopia  | 6 | 1 | 1 | 4 | 7   | 12  | -4  | 4   |

### Grupa C
| Msc. | Zespół       | M | W | R | P | Br+ | Br- | +/- | Pkt |
| ---- | ------------ | - | - | - | - | --- | --- | --- | --- |
| 1    | Burkina Faso | 6 | 3 | 2 | 1 | 8   | 4   | +4  | 11  |
| 2    | Gabon        | 6 | 3 | 3 | 0 | 9   | 4   | +5  | 12  |
| 3    | Angola       | 6 | 1 | 3 | 2 | 5   | 5   | 0   | 6   |
| 4    | Lesotho      | 6 | 0 | 2 | 4 | 3   | 12  | -9  | 2   |

### Grupa D
| Msc. | Zespół                        | M | W | R | P | Br+ | Br- | +/- | Pkt |
| ---- | ----------------------------- | - | - | - | - | --- | --- | --- | --- |
| 1    | Kamerun                       | 6 | 4 | 1 | 0 | 9   | 1   | +8  | 13  |
| 2    | Wybrzeże Kości Słoniowej      | 6 | 3 | 1 | 2 | 13  | 11  | +1  | 10  |
| 3    | Demokratyczna Republika Konga | 6 | 3 | 0 | 3 | 10  | 9   | +1  | 9   |
| 4    | Sierra Leone                  | 6 | 0 | 1 | 5 | 3   | 14  | -11 | 1   |

### Grupa E
| Msc. | Zespół | M | W | R | P | Br+ | Br- | +/- | Pkt |
| ---- | ------ | - | - | - | - | --- | --- | --- | --- |
| 1    | Ghana  | 6 | 3 | 2 | 1 | 11  | 7   | +4  | 11  |
| 2    | Gwinea | 6 | 3 | 1 | 2 | 10  | 8   | +2  | 10  |
| 3    | Uganda | 6 | 2 | 1 | 3 | 4   | 5   | -1  | 7   |
| 4    | Togo   | 6 | 2 | 0 | 4 | 7   | 12  | -4  | 6   |

### Grupa F
| Msc. | Zespół                        | M | W | R | P | Br+ | Br- | +/- | Pkt |
| ---- | ----------------------------- | - | - | - | - | --- | --- | --- | --- |
| 1    | Republika Zielonego Przylądka | 6 | 4 | 0 | 2 | 9   | 6   | +3  | 12  |
| 2    | Zambia                        | 6 | 3 | 2 | 1 | 6   | 2   | +4  | 11  |
| 3    | Mozambik                      | 6 | 1 | 3 | 2 | 4   | 4   | 0   | 6   |
| 4    | Niger                         | 6 | 0 | 3 | 3 | 4   | 11  | -7  | 3   |

### Grupa G
| Msc. | Zespół   | M | W | R | P | Br+ | Br- | +/- | Pkt |
| ---- | -------- | - | - | - | - | --- | --- | --- | --- |
| 1    | Tunezja  | 6 | 4 | 2 | 0 | 6   | 2   | +4  | 14  |
| 2    | Senegal  | 6 | 4 | 1 | 1 | 8   | 1   | +7  | 13  |
| 3    | Egipt    | 6 | 2 | 0 | 4 | 5   | 6   | -1  | 6   |
| 4    | Botswana | 6 | 0 | 1 | 5 | 1   | 11  | -10 | 1   |

Objaśnienia:
- Msc. – miejsce,
- M – liczba rozegranych meczów,
- W – mecze wygrane,
- R – mecze zremisowane,
- P – mecze przegrane,
- Br+ – bramki zdobyte,
- Br- – bramki stracone,
- Pkt. – punkty (3 za zwycięstwo, 1 za remis, 0 za porażkę)

### Tabela trzecich miejsc
| Grupa | Zespół                        | M | W | R | P | G+ | G- | +/- | Pkt |
| ----- | ----------------------------- | - | - | - | - | -- | -- | --- | --- |
| D     | Demokratyczna Republika Konga |   | 3 | 0 | 3 | 10 | 9  | +1  | 9   |
| A     | Nigeria                       |   | 2 | 2 | 2 | 9  | 7  | +2  | 8   |
| E     | Uganda                        |   | 2 | 1 | 3 | 4  | 5  | -1  | 7   |
| B     | Malawi                        |   | 2 | 1 | 3 | 5  | 9  | -4  | 7   |
| C     | Angola                        |   | 1 | 3 | 2 | 5  | 5  | 0   | 6   |
| F     | Mozambik                      |   | 1 | 3 | 2 | 4  | 4  | 0   | 6   |
| G     | Egipt                         |   | 2 | 0 | 4 | 5  | 6  | -1  | 6   |

## Strzelcy
4 gole
- Stéphane Sessègnon
- Jonathan Pitroipa
- Geofrey Massa

3 gole
- Vincent Aboubakar
- Clinton N’Jie
- Férébory Doré
- Asamoah Gyan
- Rodrigue Casimir Ninga
- Daddy Birori

2 gole
- Yacine Brahimi
- Joel Mogorosi
- Lemponye Tshireletso
- Thievy Bifouma
- Prince Oniangué
- Jeremy Bokila
- Mohamed Salah
- Getaneh Kebede
- Malick Evouna
- André Ayew
- Emmanuel Agyemang-Badu
- Cícero
- Gabadinho Mhango
- Bakary Sako
- Mustapha Yatabaré
- Domingues
- Isac
- Josimar
- Sonito
- Ahmed Musa
- Bongani Ndulula
- Benedict Vilakazi
- Garry Mendes
- Sadio Mané
- Umaru Bangura
- Khamis Mcha
- Yaya Touré

1 gol
- Rafik Halliche
- Riyad Mahrez
- Carl Medjani
- Djamel Mesbah
- Islam Slimani
- El Arbi Hillel Soudani
- Bastos
- Love
- Ary Papel
- Frédéric Gounongbe
- Aristide Bancé
- Alain Traoré
- Jerome Ramatlhakwane
- Ayub Masika
- Johanna Omolo
- Léonard Kweuke
- Stéphane M’Bia
- Yacine Saandi
- Ladislas Douniama
- Césaire Gandzé
- Silvere Ganvoula
- Junior Kabananga
- Neeskens Kebano
- Cédric Mongongu
- Firmin Ndombe Mubele
- Amr Gamal
- Mohamed Elneny
- Abebaw Butako
- Oumed Oukri
- Saladin Said
- Yussuf Saleh
- Pierre-Emerick Aubameyang
- Lévy Madinda
- Samson Mbingui
- Christian Atsu
- Bacar Baldé
- Ivanildo
- Seydouba Soumah
- Idrissa Sylla
- Ibrahima Traoré
- Mohamed Yattara
- Mauricio Mina
- César Augusto Rivas
- Dio
- Anthony Laffor
- Lekhanya Lekhanya
- Bushy Moletsane
- Mabuti Potloane
- Carolus Andriamahitsinoro
- Faneva Imà Andriatsima
- John Banda
- Frank Banda
- Robin Ngalande
- Atusaye Nyondo
- Cheick Diabaté
- Abdoulay Diaby
- Moulaye Ahmed
- Adama Ba
- Ismaël Diakité
- Demba Sow
- Kito
- Mexer
- Reginaldo
- Rudolf Bester
- Mahamane Cissé
- Moussa Maazou
- Efe Ambrose
- Aaron Samuel Olanare
- Gbolahan Salami
- Tokelo Rantie
- Josué Balamandji
- Héldon
- Ryan Mendes
- Odaïr
- Zé Luís
- Michel Ndahinduka
- Meddie Kagere
- Mame Biram Diouf
- Dame N’Doye
- Khalifa Jabbie
- Kei Kamara
- Sulaiman Sesay-Fullah
- Sidumo Shongwe
- Babeker Bakri
- Salah Al Jizoli
- John Raphael Bocco
- Nadir Haroub
- Mbwana Samatta
- Thomas Ulimwengu
- Emmanuel Adebayor
- Serge Akakpo
- Jonathan Ayité
- Floyd Ayité
- Donou Kokou
- Fakhreddine Ben Youssef
- Yassine Chikhaoui
- Ferjani Sassi
- Wahbi Khazri
- Hamis Kiiza
- Brian Majwega
- Tony Mawejje
- Robert Ssentongo
- Wilfried Bony
- Seydou Doumbia
- Max Gradel
- Gervinho
- Salomon Kalou
- Rainford Kalaba
- Emmanuel Mayuka
- Jacob Mulenga
- Kennedy Mweene
- Willard Katsande
- Danisa Phiri

Samobójcze
- Tšoanelo Koetle dla Angoli
- Alpha James dla Lesotho